# Транслор

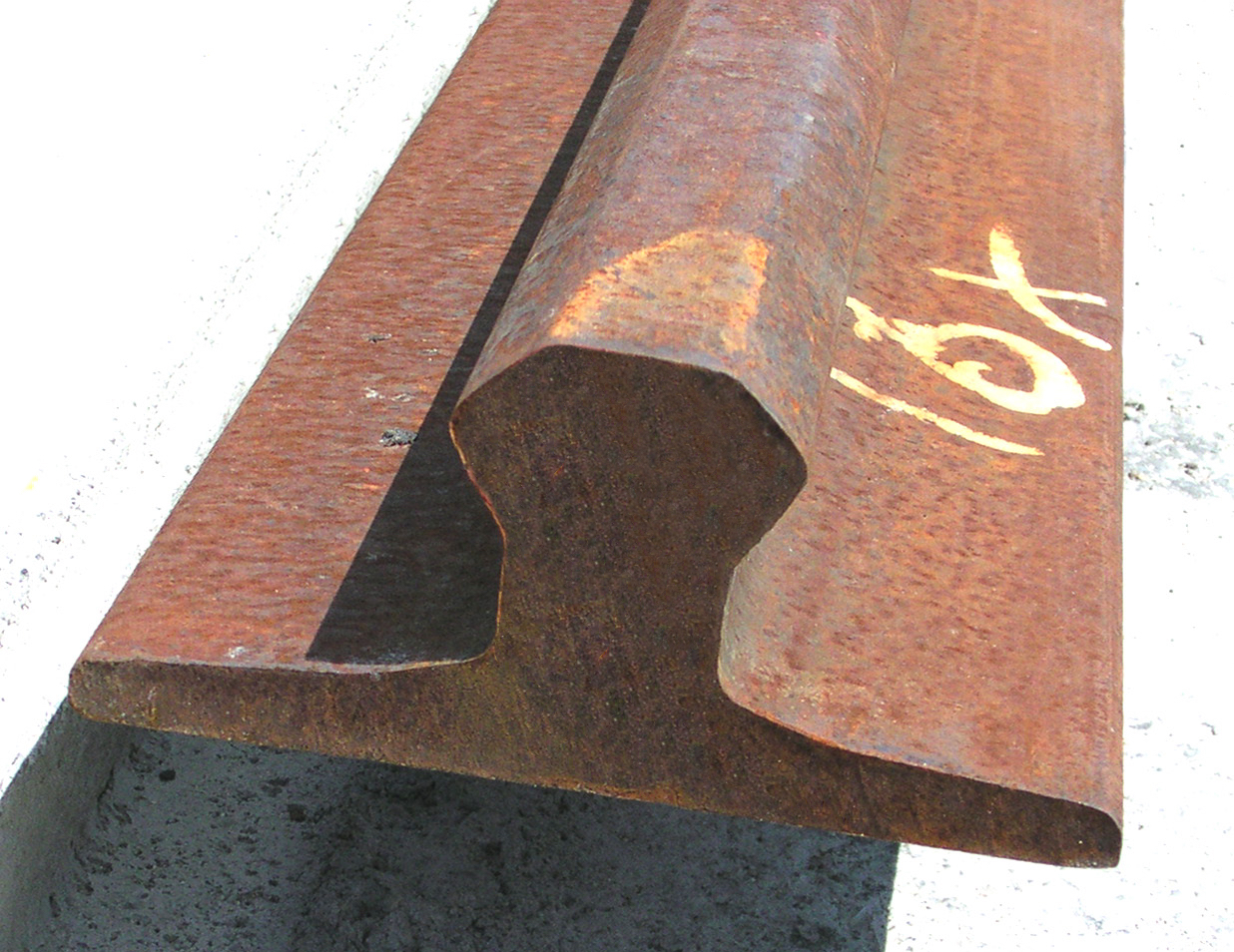
Відрізок транслорної рейки

Транслор — пасажирський транспортний засіб, який працює за принципом трамвая, але використовує вдосконалене кріплення до єдиної рейки, проте основний рух здійснюється від звичайних коліс, які є аналогічними автобусним. Розроблено французькою компанією «Lohr Industrie». У 2012 році технологія була продана компанії Alstom, щоб уникнути банкрутства.

## Технічні особливості

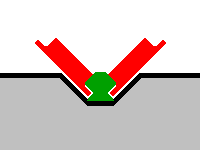
Схема напрямної рейки і колеса, транслор

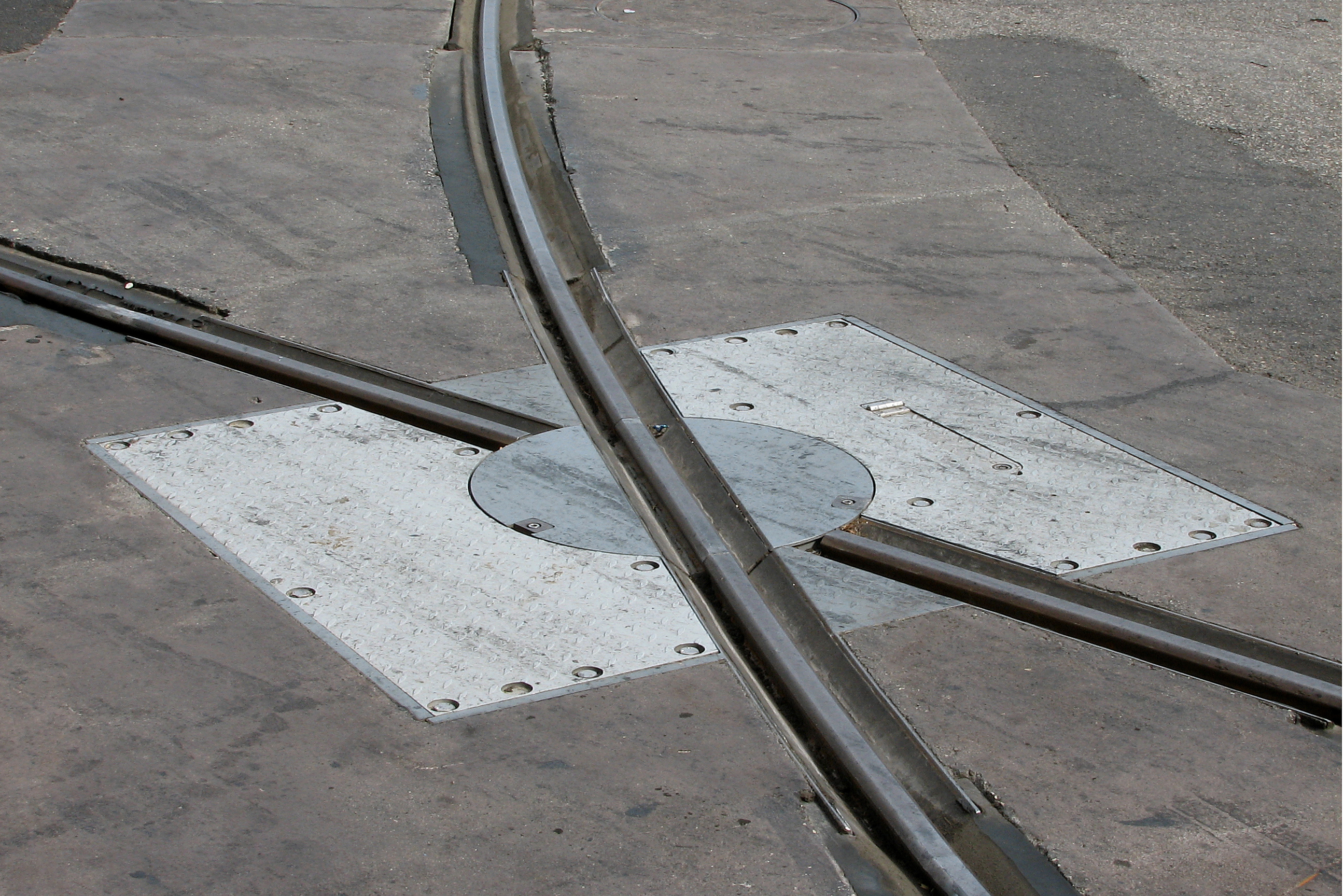
Фотографія перехрестя. Для його проходження потрібен поворот рейки.

На відміну від систем трамвая на шинах від «Bombardier», що використовувався в Нансі (див. Трамвай на шинах Нансі) і Кані, у транслора напрямну рейку охоплюють два напрямних колеса.

## Переваги і недоліки

### Переваги
При тій же провізній здатності транслор має такі переваги в порівнянні з традиційним трамваєм:
- мінімальний радіус розворотного кільця у транслора дещо менший, ніж мінімальний радіус розворотного кільця традиційного трамвая;
- можливість форсувати підйоми з ухилом до 13 % (традиційний трамвай здатний форсувати підйом з ухилом лише до 9 %);
- заявлена також нижча вартість прокладання лінії транслора в порівнянні з лінією традиційного трамвая;
- заявлений менший шум і вібрації при русі

У порівнянні з трамваєм на шинах від Bombardier:
- менший ризик сходження з напрямної рейки.

### Недоліки
- Експлуатація транслора в країнах із сезонним сніговим покривом пов'язана з рядом технічних труднощів — під час відлиг і ранньою весною тала вода може накопичуватися в жолобі з напрямною рейкою, замерзати при похолоданнях і, таким чином, робити колію транслора непрохідною для рухомого складу (для порівняння, традиційний трамвай не має такого недоліку);
- Колійна інфраструктура транслора, як і у традиційного трамвая, має бути прокладена на всьому протязі траси руху транслора;
- Транслор дуже чутливий до якості використовуваної дороги — нерівності дороги в смузі руху транслора, а також сторонні предмети в жолобі напрямної рейки, можуть призвести до поломок рухомого складу і навіть до сходу з напрямної рейки. (Для порівняння: тролейбус менш чутливий до нерівностей використовуваної дороги, а для традиційного трамвая важливим є лише стан ходової колії.)
- Не розроблено способів перетину лінії транслора з традиційним трамваєм і залізницями на одному рівні.
- Вагон, що зійшов з напрямної рейки, складніше повернути на колію. Для цього демонтують напрямний ролик з осі, що зійшла з колії, і буксирують вагон в депо.

## Ресурси Інтернету
- Статья о разнице между технологиями транслор и GLT (Guided Light Transit) на сайте Трамвайные и троллейбусные сети мира